# يوليوس ماغنوسون
يوليوس ماغنوسون هو لاعب كرة قدم آيسلندي، ولد في 28 يونيو 1998 في آيسلندا. لعب مع نادي فيكينغور.

## وصلات خارجية
- يوليوس ماغنوسون على موقع اتحاد النرويج (النرويجية)
- يوليوس ماغنوسون على موقع قاعدة بيانات كرة القدم.إي يو (الإنجليزية)
- يوليوس ماغنوسون على موقع Soccerway.com (الإنجليزية)
- يوليوس ماغنوسون على موقع عالم كرة القدم.نت (الإنجليزية)